# Abha
Abhā (in arabo أبها‎?) è una città dell'Arabia Saudita, capoluogo dell'ʿAsīr. Secondo il censimento del 2006 contava oltre 450.000 abitanti, sorge a 2.200 metri di altitudine sulla riva sinistra del fiume Abha a circa 40 km di distanza dalle coste del Mar Rosso, in una conca cinta di bastioni rocciosi dominati da fortificazioni risalenti al periodo della dominazione turca ottomana nel cuore del Parco nazionale dell'Asir (in arabo منتزه عسير الوطني‎?, Muntazah ʿAsīr al-Waṭanī).
La città è, grazie al clima favorevole, importante meta turistica interna: per questo la città ha avuto una grande espansione demografica che l'ha portata dall'essere un piccolo villaggio di allevatori con appena 25.000 abitanti ad essere oggi una città dall'aspetto moderno e dotata di un aeroporto nazionale voluta dal governo saudita che ne ha voluto fare un centro di divertimento e sede di importanti eventi culturali.
In estate si tiene il Festival di Abhā, importante rassegna musicale di cantanti arabi che attira migliaia di appassionati.